# Évolution du collège épiscopal français en 2024
Liste des évêques français
- 2020
- 2021
- 2022
- 2023
- 2024
- 2025
- 2026
- 2027
- 2028

Cette page a pour but de présenter les évolutions intervenues au sein du collège épiscopal français au cours de l'année 2024, ainsi que la situation des évêques des diocèses de France métropolitaine et d'outre-mer, mais également des évêques français exerçant pour la curie romaine ou pour des diocèses étrangers au 31 décembre 2024.

## Évolution du1erjanvier au 31 décembre 2024
L'année 2024 aura été marquée en particulier par les nominations des nouveaux archevêques de Strasbourg, de Tunis, de Sens, par la création du cardinal Jean-Paul Vesco et les décès de Pierre Raffin et Georges Gilson.
| Date               | Événement                                                 | Titre                                                                                                   |
| ------------------ | --------------------------------------------------------- | --- |
| 5 janvier 2024     | Nomination de François Durand                             | Évêque de Valence, Die et Saint-Paul-Trois-Châteaux                                                     |
| 9 janvier 2024     | Nomination de Matthieu Dupont                             | Évêque de Laval                                                                                         |
| 2 février 2024     | Mort de Pierre Raffin                                     | Évêque émérite de Metz                                                                                  |
| 14 février 2024    | Démission de Gilles Reithinger                            | Évêque auxiliaire émérite de Strasbourg                                                                 |
| 28 février 2024    | Nomination de Pascal Delannoy                             | Archevêque de Strasbourg                                                                                |
| 9 mars 2024        | Ordination épiscopale de Matthieu Dupont                  | Évêque de Laval                                                                                         |
| 10 mars 2024       | Installation de Matthieu Dupont                           | Évêque de Laval                                                                                         |
| 10 mars 2024       | Ordination épiscopale et installation de François Durand  | Évêque de Valence, Die et Saint-Paul-Trois-Châteaux                                                     |
| 13 mars 2024       | Nomination d'Hervé Giraud                                 | Archevêque-évêque de Viviers                                                                            |
| 16 mars 2024       | Nomination de Grégoire Drouot                             | Évêque de Nevers                                                                                        |
| 4 avril 2024       | Nomination de Nicolas Lhernould                           | Archevêque de Tunis (Tunisie)                                                                           |
| 14 avril 2024      | Installation d'Hervé Giraud                               | Archevêque-évêque de Viviers                                                                            |
| 21 avril 2024      | Installation de Pascal Delannoy                           | Archevêque de Strasbourg                                                                                |
| 22 mai 2024        | Nomination d'Alexandre de Bucy                            | Évêque d'Agen                                                                                           |
| 29 mai 2024        | Démission de Nasser Gemayel                               | Éparque émérite de l'éparchie Notre-Dame-du-Liban de Paris des Maronites                                |
| 2 juin 2024        | Ordination épiscopale et installation de Grégoire Drouot  | Évêque de Nevers                                                                                        |
| 4 juin 2024        | Démission de Stanislas Lalanne                            | Évêque émérite de Pontoise                                                                              |
| 4 juin 2024        | Nomination de Benoît Bertrand                             | Évêque de Pontoise                                                                                      |
| 8 juin 2024        | Installation de Nicolas Lhernould                         | Archevêque de Tunis (Tunisie)                                                                           |
| 29 juillet 2024    | Nomination de Philippe Curbelié                           | Archevêque titulaire d’Utique Sous-secrétaire du Dicastère pour la Doctrine de la foi                   |
| 6 août 2024        | Nomination de Pascal Wintzer                              | Archevêque de Sens et Auxerre                                                                           |
| 1er septembre 2024 | Ordination épiscopale et installation d'Alexandre de Bucy | Évêque d'Agen                                                                                           |
| 15 septembre 2024  | Installation de Benoît Bertrand                           | Évêque de Pontoise                                                                                      |
| 26 septembre 2024  | Nomination de Philippe Jourdan                            | Évêque de Tallinn (Estonie)                                                                             |
| 28 septembre 2024  | Ordination épiscopale de Philippe Curbelié                | Archevêque titulaire d’Utique Sous-secrétaire du Dicastère pour la Doctrine de la foi                   |
| 1er octobre 2024   | Nomination de Francis Bestion                             | Évêque de Blois                                                                                         |
| 6 octobre 2024     | Installation de Pascal Wintzer                            | Archevêque de Sens et Auxerre                                                                           |
| 15 novembre 2024   | Nomination d'Étienne Guillet                              | Évêque de Saint-Denis                                                                                   |
| 27 novembre 2024   | Mort de Georges Gilson                                    | Archevêque émérite de Sens-Auxerre et prélat émérite de la Mission de France                            |
| 1er décembre 2024  | Installation de Francis Bestion                           | Évêque de Blois                                                                                         |
| 7 décembre 2024    | Création du cardinal Jean-Paul Vesco                      | Archevêque métropolitain d'Alger (Algérie) Cardinal-prêtre du Sacro Cuore di Gesù agonizzante a Vitinia |

Soit pour l'année 2024 :
- Treize nominations dont 
  - Cinq nominations de nouveaux évêques en France
  - Cinq transferts d'évêques en France
  - Deux transferts d'évêques français à l'étranger
  - Une nomination d'évêque français au service du Saint-Siège
- Cinq ordinations épiscopales
- Trois démissions
- Deux décès

## Situation des évêques français au 31 décembre 2024

### France métropolitaine
- Agen : Alexandre de Bucy ; Hubert Herbreteau, évêque émérite
- Aire et Dax : Nicolas Souchu ; Hervé Gaschignard, évêque émérite
- Aix-en-Provence et Arles : Christian Delarbre, archevêque ; Christophe Dufour, archevêque émérite
- Ajaccio : cardinal François-Xavier Bustillo
- Albi, Castres et Lavaur : Jean-Louis Balsa, archevêque ; Jean Legrez, archevêque émérite
- Amiens : Gérard Le Stang
- Angers : Emmanuel Delmas
- Angoulême : Hervé Gosselin ; Claude Dagens, évêque émérite
- Annecy : Yves Le Saux ; Yves Boivineau, évêque émérite
- Arras, Boulogne sur Mer et Saint Omer : Olivier Leborgne ; Jean-Paul Jaeger, évêque émérite
- Auch, Condom, Lectoure et Lombez : Bertrand Lacombe, archevêque ; Maurice Gardès, archevêque émérite
- Autun, Chalon et Mâcon : Benoît Rivière
- Avignon : François Fonlupt, archevêque ; Jean-Pierre Cattenoz, archevêque émérite
- Bayeux et Lisieux : Jacques Habert ; Jean-Claude Boulanger, évêque émérite
- Bayonne, Lescar et Oloron : Marc Aillet ; Pierre Molères, évêque émérite
- Beauvais, Noyon et Senlis : Jacques Benoit-Gonnin
- Belfort-Montbéliard : Denis Jachiet ; Claude Schockert, évêque émérite
- Belley-Ars : Pascal Roland ; Guy Bagnard, évêque émérite
- Besançon : Jean-Luc Bouilleret, archevêque métropolitain
- Blois : Francis Bestion ; Maurice de Germiny, évêque émérite
- Bordeaux et Bazas : Jean-Paul James, archevêque métropolitain ; Jean-Marie Le Vert, évêque auxiliaire ; cardinal Jean-Pierre Ricard, archevêque émérite
- Bourges : Jérôme Beau, archevêque ; Armand Maillard, archevêque émérite ; Hubert Barbier, archevêque émérite
- Cahors : Laurent Camiade
- Cambrai : Vincent Dollmann, archevêque
- Carcassonne et Narbonne : Bruno Valentin ; Alain Planet, évêque émérite ; Jacques Despierre, évêque émérite
- Châlons-en-Champagne : vacant ; Gilbert Louis, évêque émérite
- Chambéry, Maurienne et Tarentaise : Thibault Verny, archevêque
- Chartres : Philippe Christory
- Clermont : François Kalist, archevêque métropolitain
- Coutances et Avranches : Grégoire Cador
- Créteil : Dominique Blanchet ; Michel Santier, évêque émérite
- Digne-les-Bains, Riez et Sisteron : Emmanuel Gobilliard ; François-Xavier Loizeau, évêque émérite
- Dijon : Antoine Hérouard, archevêque métropolitain ; Roland Minnerath, archevêque émérite
- Évreux : Olivier de Cagny ; Christian Nourrichard, évêque émérite
- Évry-Corbeil-Essonnes : Michel Pansard ; Michel Dubost, évêque émérite
- Fréjus-Toulon : Dominique Rey ; François Touvet, évêque coadjuteur
- Gap et Embrun : Xavier Malle ; Jean-Michel Di Falco, évêque émérite
- Grenoble-Vienne : Jean-Marc Eychenne
- Langres : Joseph de Metz-Noblat ; Philippe Gueneley, évêque émérite
- La Rochelle et Saintes : François Jacolin, administrateur apostolique ; Georges Colomb ; Bernard Housset, évêque émérite
- Laval : Matthieu Dupont
- Le Havre : Jean-Luc Brunin
- Le Mans : Jean-Pierre Vuillemin
- Le Puy-en-Velay : Yves Baumgarten
- Lille : Laurent Le Boulc'h, archevêque métropolitain ; Gérard Defois, archevêque-évêque émérite ; Gérard Coliche, évêque auxiliaire émérite
- Limoges : Pierre-Antoine Bozo
- Luçon : François Jacolin ; Alain Castet, évêque émérite
- Lyon : Olivier de Germay, archevêque métropolitain ; Thierry Brac de La Perrière, évêque auxiliaire ; Loïc Lagadec, évêque auxiliaire ; Patrick Le Gal, évêque auxiliaire ; cardinal Philippe Barbarin, archevêque émérite
- Marseille : cardinal Jean-Marc Aveline, archevêque métropolitain ; Georges Pontier, archevêque émérite
- Meaux : Jean-Yves Nahmias ; Guillaume Leschallier de Lisle, évêque auxiliaire
- Mende : vacant
- Metz : Philippe Ballot, archevêque-évêque ; Jean-Christophe Lagleize, évêque émérite
- Montauban : Alain Guellec ; Bernard Ginoux, évêque émérite ; Jacques de Saint-Blanquat, évêque émérite
- Montpellier, Lodève, Béziers, Agde et Saint-Pons-de-Thomières : Norbert Turini, archevêque métropolitain ; Pierre-Marie Carré, archevêque émérite ; Guy Thomazeau, archevêque émérite
- Moulins : Marc Beaumont
- Nancy-Toul : Pierre-Yves Michel ; Jean-Louis Papin, évêque émérite
- Nanterre : Matthieu Rougé ; Gérard Daucourt, évêque émérite
- Nantes : Laurent Percerou ; Georges Soubrier, évêque émérite
- Nevers : Grégoire Drouot
- Nice : Jean-Philippe Nault ; André Marceau, évêque émérite ; Louis Sankalé, évêque émérite ; Jean Bonfils, évêque émérite
- Nîmes, Uzès et Alès : Nicolas Brouwet ; Robert Wattebled, évêque émérite
- Orléans : Jacques Blaquart ; André Fort, évêque émérite
- Pamiers, Couserans et Mirepoix : Benoît Gschwind
- Paris : Laurent Ulrich, archevêque métropolitain ; Philippe Marsset, évêque auxiliaire ; Emmanuel Tois, évêque auxiliaire ; Michel Aupetit, archevêque émérite ; cardinal André Vingt-Trois, archevêque émérite
- Périgueux et Sarlat : Philippe Mousset ; Michel Mouïsse, évêque émérite
- Perpignan-Elne : Thierry Scherrer
- Poitiers : vacant ; Albert Rouet, archevêque émérite
- Pontoise : Benoît Bertrand ; Stanislas Lalanne, évêque émérite
- Quimper, Cornouailles et Léon : Laurent Dognin
- Reims : Eric de Moulins-Beaufort, archevêque métropolitain ; Étienne Vető, évêque auxiliaire ; Thierry Jordan, archevêque émérite ; Joseph Boishu, évêque auxiliaire émérite
- Rennes, Dol et Saint-Malo : Pierre d'Ornellas, archevêque métropolitain ; Jean Bondu, évêque auxiliaire
- Rodez et Vabres : Luc Meyer
- Rouen : Dominique Lebrun, archevêque métropolitain ; Jean-Charles Descubes, archevêque émérite
- Saint-Brieuc et Tréguier : Denis Moutel ; Lucien Fruchaud, évêque émérite
- Saint-Claude : Jean-Luc Garin
- Saint-Denis : Étienne Guillet
- Saint-Dié : vacant ; Jean-Paul Mathieu, évêque émérite ; Paul-Marie Guillaume, évêque émérite
- Saint-Étienne : Sylvain Bataille
- Saint-Flour : Didier Noblot ; Bruno Grua, évêque émérite
- Séez : Bruno Feillet
- Sens-Auxerre : Pascal Wintzer, archevêque ; Yves Patenôtre, archevêque émérite
- Soissons, Laon et Saint-Quentin : Renauld de Dinechin
- Strasbourg : Pascal Delannoy, archevêque ; Christian Kratz, évêque auxiliaire ; Luc Ravel, archevêque émérite ; Jean-Pierre Grallet, archevêque émérite ; Joseph Doré, archevêque émérite ; Gilles Reithinger, évêque auxiliaire émérite
- Tarbes et Lourdes : Jean-Marc Micas ; Jacques Perrier, évêque émérite
- Toulouse, Comminges et Rieux : Guy de Kerimel, archevêque métropolitain ; Jean-Pierre Batut, évêque auxiliaire ; Robert Le Gall, archevêque émérite ; Émile Marcus, archevêque émérite
- Tours : Vincent Jordy, archevêque métropolitain ; Bernard-Nicolas Aubertin, archevêque émérite
- Troyes : Alexandre Joly ; Marc Stenger, évêque émérite
- Tulle : vacant ; Bernard Charrier, évêque émérite
- Valence, Die et Saint-Paul-Trois-Châteaux : François Durand
- Vannes : Raymond Centène
- Verdun : Jean-Paul Gusching ; François Maupu, évêque émérite
- Versailles : Luc Crepy ; Éric Aumonier, évêque émérite
- Viviers : Hervé Giraud, archevêque-évêque ; François Blondel, évêque émérite

- Armées françaises : Antoine de Romanet
- Mission de France : Hervé Giraud, prélat ; Yves Patenôtre, prélat émérite ;

### France d'outre-mer
- Basse-Terre et Pointe-à-Pitre : Philippe Guiougou ; Jean-Yves Riocreux, évêque émérite
- Cayenne : Alain Ransay ; Emmanuel Lafont, évêque émérite
- Mayotte : Charles Mahuza Yava, S.D.S., vicaire apostolique
- Saint-Denis de La Réunion : Pascal Chane-Teng ; Gilbert Aubry, évêque émérite
- Saint-Pierre et Fort-de-France : David Macaire, archevêque métropolitain ; Michel Méranville, archevêque émérite
- Nouméa : Michel-Marie Calvet, archevêque métropolitain
- Papeete : Jean-Pierre Cottanceau, archevêque métropolitain
- Taiohae : Pascal Chang-Soi ; Guy Chevalier, évêque émérite
- Wallis-et-Futuna : Susitino Sionepoe ; Ghislain de Rasilly, évêque émérite

### Églises orientales en France
- Éparchie Notre-Dame-du-Liban de Paris des Maronites : vacant ; Peter Karam, administrateur apostolique ; Nasser Gemayel, évêque émérite
- Éparchie Saint-Vladimir-le-Grand de Paris des Ukrainiens : vacant ; Hlib Lonchyna, administrateur apostolique
- Éparchie Sainte-Croix-de-Paris des Arméniens : Élie Yéghiayan ; Jean Teyrouz, évêque émérite
- Ordinariat de France des catholiques orientaux : Laurent Ulrich

### Au service du Saint-Siège
Plusieurs évêques français exercent des fonctions dans les services diplomatiques du Saint-Siège ou dans les différents organismes de la Curie romaine.
- Tribunal suprême de la signature apostolique : cardinal Dominique Mamberti, préfet
- Archives secrètes du Vatican et Bibliothèque apostolique vaticane : Jean-Louis Bruguès, archiviste et bibliothécaire émérite
- Congrégation pour le clergé : Joël Mercier, secrétaire émérite
- Conseil pontifical pour la culture : cardinal Paul Poupard, président émérite
- Dicastère pour la Doctrine de la foi : Philippe Curbelié, sous-secrétaire

- Service diplomatique : André Dupuy, nonce apostolique émérite ; Jean-Paul Gobel, nonce apostolique émérite
- Nonciature apostolique en Égypte, nonciature apostolique en  Oman (en) et délégué apostolique auprès de la  Ligue arabe : Nicolas Thévenin, nonce apostolique
- Nonciature apostolique aux États-Unis : cardinal Christophe Pierre, nonce apostolique
- Nonciature apostolique en Slovénie et délégué apostolique au  Kosovo : Jean-Marie Speich, nonce apostolique
- Ordre souverain de Malte : Jean Laffitte, prélat émérite

### Au service de diocèses étrangers

#### Afrique
- Algérie - Alger : cardinal Jean-Paul Vesco, OP, archevêque métropolitain ; Paul Desfarges, SJ, archevêque émérite
- Algérie - Laghouat-Ghardaïa : Claude Rault, M.Afr, évêque émérite
- Algérie - Oran : Alphonse Georger, évêque émérite
- République du Congo - Impfondo : Jean Gardin, CSSp, évêque émérite
- République du Congo - Ouesso : Yves Monot, CSSp, évêque émérite
- Gabon - Makokou : Joseph Koerber, CSSp, vicaire apostolique émérite
- Gabon - Mouila (en) : Dominique Bonnet, CSSp, évêque émérite
- Maroc - Rabat : Vincent Landel, SCJ Béth, archevêque émérite
- Niger - Niamey : Michel Cartatéguy, SMA, archevêque émérite
- Tchad - Mongo : Henri Coudray, SJ, vicaire apostolique émérite
- Tchad - N'Djaména : Charles Vandame, SJ, archevêque émérite
- Tunisie - Tunis : Nicolas Lhernould, archevêque

#### Amérique du Sud
- Brésil - Santissima Conceição do Araguaia : Dominique You, évêque
- Brésil - Viana (en) : Xavier de Maupeou, évêque émérite

#### Asie - Océanie
- Bahreïn - Arabie septentrionale : Aldo Berardi, O.SS.T., vicaire apostolique
- Cambodge - Phnom-Penh : Olivier Schmitthaeusler, MEP, vicaire apostolique
- Corée du Sud - Andong : René Dupont, MEP, évêque émérite
- Proche-Orient - Patriarcat latin de Jérusalem : Rafic Nahra, évêque auxiliaire

#### Europe
- Estonie - Tallinn : Philippe Jourdan, évêque
- Monaco - Monaco : Dominique-Marie David, archevêque
- Turquie - Istanbul : Louis Pelâtre, AA, vicaire apostolique émérite

### Autres situations
- Pierre-Marie Gaschy et Lucien Fischer, vicaires apostoliques émérites des îles Saint-Pierre et Miquelon, vicariat apostolique supprimé en 2018.